# Lijst van spelers van Esbjerg fB
Deze lijst omvat voetballers die bij de Deense voetbalclub Esbjerg fB spelen of gespeeld hebben. De namen van de spelers zijn alfabetisch gerangschikt.

## A
- Kolja Afriyie
- Samuel Agba
- Mikkel Agger
- Leroy Ambrose
- Jeppe Andersen
- Kurt Andersen
- Martin Andersen
- Sebastian Andersen
- Søren Andersen
- Hans Andreasen
- Jakob Andreasen
- Jakob Ankersen
- Peter Ankersen
- Kári Árnason

## B
- Jørn Bach
- Mushaga Bakenga
- Søren Barslund
- Jesper Bech
- Verner Bech
- Kevin Bechmann
- Tommy Bechmann
- Fredrik Berglund
- Martin Bergvold
- Carl Bertelsen
- Jens Jørn Bertelsen
- Jens Berthel
- Fredrik Björck
- Jonas Bjurström
- Martin Braithwaite
- Ole Brandenborg
- Jeppe Brinch
- Olaf Brockhoff
- Palle Bruun
- Mick van Buren
- Jacob Bymar

## C
- Adrian Cann
- Kennie Chopart
- Curt Christensen
- Morten Christensen
- Carl Emil Christiansen
- Hans Jørgen Christiansen
- Svend Clausen
- Kevin Conboy

## D
- Olgar Danielsen
- Njogu Demba-Nyren
- Fernando Derveld
- Pape Diouf
- Mikkel Drexel
- Anders Dreyer
- Davidson Drobo-Ampem

## E
- Anders Egholm
- Børge Enemark
- Steffen Ernemann

## F
- Frank Faber
- Kenneth Fabricius
- Mohammed Fellah
- Søren Fisker
- Eigild Frandsen
- Martin Fribrock
- Morten Friis

## G
- Erik Gaardhøje
- Thomas Gaardsøe
- Benny Gall
- Rasmus Gommesen
- Jonas Govaerts
- Jesper Grønborg
- Sune Gundersen

## H
- Tally Hall
- Bert Hansen
- Frank Hansen
- Henrik Hansen
- Jan Hansen
- Jens Jørgen Hansen
- Jens Peder Hansen
- John Hansen
- Johnny Hansen
- Jonas Hansen
- Kian Hansen
- Leif Hansen
- Michael Hansen
- Ove Hansen
- Thomas Hansen
- Vagn Hedeager
- Martin Heinze
- Chris Hermansen
- Jan Hoffmann
- Kjeld Holm
- Nicolaj Høgh
- Jeppe Højbjerg
- Ramón ten Hove
- Lukáš Hrádecký

## I
- Flemming Iversen
- Jørgen Iversen

## J
- Christian Jacobsen
- Lars Jakobsen
- Tim Janssen
- Claus Jensen
- Egon Jensen
- Henrik-Ravn Jensen
- Jonas Jensen
- Martin Jensen
- Preben Jensen
- Viggo Jensen (1921)
- Viggo Jensen (1947)
- Erik Jespersen
- Brian Johansen
- Jesper Jørgensen
- Lasse Jørgensen

## K
- Jonas Kallehauge
- Simon Karkov
- Morten Karlsen
- Christian Karlsson
- Bjarne Kikkenborg
- Ole Kjær
- Andreas Klarström
- Jonas Knudsen
- Rune Koertz
- Jesper Kristensen
- Karsten Kristensen
- Jan Kristiansen
- Lasse Kryger
- Jones Kusi-Asare

## L
- Tommy Ladefoged
- Jesper Lange
- Flemming Lauridsen
- John Lauridsen
- Ryan Laursen
- Rajko Lekić
- Magnus Lekven
- Tommy Løvenkrands
- Jerry Lucena
- Christian Lundberg
- Torben Luxhøj
- Emil Lyng

## M
- Jan Madsen
- John Madsen
- Ole Madsen
- Per Madsen
- Thomas Madsen
- Mikkel Maigaard
- Peter Matzen
- Jeppe Mehl
- Jesper Mikkelsen
- Lasse Mikkelsen
- Emil Møller
- Max Møller
- Anders Møller Christensen
- Niels-Peter Mørck
- Erik Mørup
- Jan Allan Müller
- Michaël Murcy

## N
- Arthur Nielsen
- Casper Nielsen
- Hans Nielsen
- Henning Nielsen
- Henrik Nielsen
- Henrik Michael Nielsen
- Jacob Nielsen
- Kaj Nielsen
- Lars Nielsen
- Torben Nielsen
- Anders Nøhr
- Knud Nørregaard
- Peter Nymann

## O
- Preben Olesen
- Kristian Onstad
- Andrew Ornoch
- Alexander Östlund
- Kristian Østergaard

## P
- Kenneth Pedersen
- Kjetil Pedersen
- Michael Pedersen
- Simon Pedersen
- Joakim Persson
- Johan Persson
- Erik Petersen
- Jens Petersen
- Knud Petersen
- Krzysztof Popczynski
- Jakob Poulsen
- Jóhan Poulsen
- Martin Pušić

## R
- Jens Erik Rasmussen
- Jesper Rasmussen
- Rune Rasmussen Lind
- Martin Rauschenberg
- Søren Rieks
- Fredrik Risp
- Mathias Rosenørn
- Frederik Rønnow
- Mikael Rynell

## S
- Samel Sabanovic
- Michael Schjønberg
- Erik Schmidt
- Johannes Schmidt
- Patrick Schmidt
- Kent Scholz
- Peter Skov-Jensen
- Arnór Smárason
- Steven Somers
- Niels Erik Søndergaard
- Anders Sørensen
- Kristoffer Sørensen
- Lars Sørensen
- Jakob Spangsberg
- Kaj Stefansen
- Joakim Steiness
- Igors Stepanovs
- Arunas Suika

## T
- Erik Terkelsen
- Thiago
- Nichlas Thorsgaard
- Jess Thorup
- Gunnar Thorvaldsson
- Kevin Bechmann Timm
- Jørgen Toft
- Youssef Toutouh

## U
- Emmanuel Ukpai

## V
- Mikkel Vendelbo
- Mikkel Vestergaard
- Diego Viana
- Martin Vingaard
- Rafael van der Vaart

## W
- Erik Wahlstedt
- Henryk Wawrowski
- Lars Winde

## Z
- Niki Zimling
- Budu Zivzivadze